# Glaucium fimbrilligerum
Glaucium fimbrilligerum är en vallmoväxtart som beskrevs av Pierre Edmond Boissier. Glaucium fimbrilligerum ingår i Hornvallmosläktet som ingår i familjen vallmoväxter. Inga underarter finns listade i Catalogue of Life.

## Bildgalleri

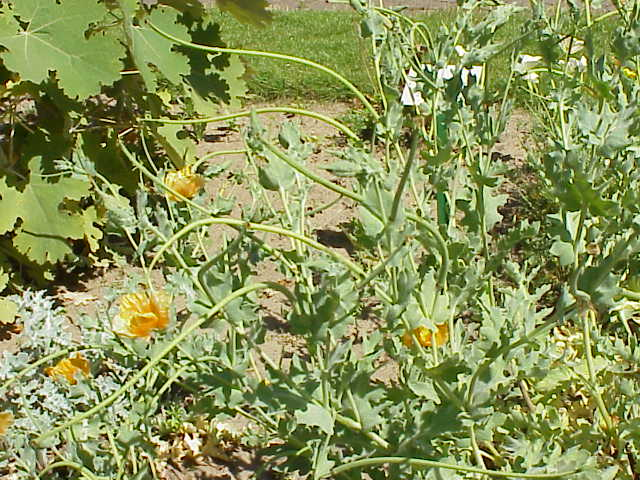
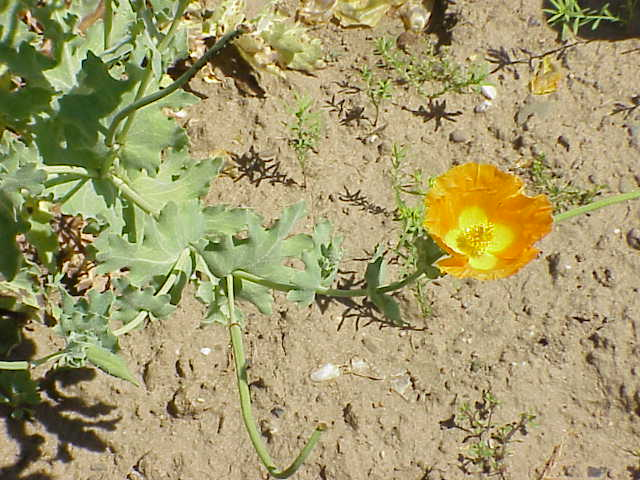